# Андрієвич Яків Максимович
Я́ків Макси́мович Андріє́вич (березень 1801, Ярешки — † 18 квітня 1840, Верхньоудинськ) — підпоручник, декабрист, член Товариства з'єднаних слов'ян і Південного товариства декабристів, художник-аматор, нащадок запорозьких козаків.

## Біографія
Народився в березні 1801 року в селі Ярешках Переяславського повіту Полтавської губернії (тепер Баришівського району Київської області) в дворянській родині. Служив у Тверському драгунському полку в Молдові, дворянському кавалерійському ескадроні у Санкт-Петербурзі у 1811—1812 роках. Навчався у 2-му кадетському корпусі в Санкт-Петербурзі в 1812—1819 роках.
З 1819 року служив прапорщиком 8-ї артилерійської бригади на Волині. В 1823—1825 роках — підпоручик. Улітку 1825 року вступив до Товариства об'єднаних слов'ян. У жовтні — грудні 1825, перебуваючи в Києві, вів антиурядову агітацію серед робітників Київського арсеналу з метою створення там можливостей для забезпечення військ боєприпасами на випадок повстання у Києві. Проводив агітаційну діяльність серед «нижніх чинів» заводу, встановив контакти із заводськими офіцерами, які обіцяли підтримати повстання. В кінці 1825 року виїхав на Волинь з метою викликати повстання військових частин. Після арешту в січні 1826 року Андрієвич був засуджений до страти, заміненої спочатку довічною, згодом 20-річною, а з 1835 року 13-річною каторгою. Під час слідства не назвав жодного зі своїх товаришів.
Покарання відбував у в'язниці Петровського заводу (тепер місто Петровськ-Забайкальський Забайкальського краю, РФ). Після закінчення терміну за указом від 10 серпня 1839 року направлений на поселення в місто Верхньоудинськ, де 18 квітня 1840 року помер у місцевій лікарні. Могила не збереглася.

## Пам'ять
У 1976 році на фасаді будинку Арсеналу Печерської фортеці в Києві, за адресою вулиця Івана Мазепи, 30 на честь Якова Андрієвича, який працював тут у 1825 році в креслярській канцелярії, встановлено бронзову меморіальну дошку (скульптор А. Ю. Білостоцький, архітектор В. Г. Гнєздилов).